# Interregno
El interregno es un periodo de discontinuidad o intervalo en un gobierno, organización u orden social. Arquetípicamente, se conocía así al periodo de tiempo entre el reinado de un monarca y la asunción de su sucesor (viene del latín inter-, "entre" y regnum "soberanía, reinado"). Históricamente, mientras más largo ha sido un interregno, más ha ido acompañado de desorden, guerras civiles y de sucesión, así como vacíos de poder llenados por la invasión de un poder extranjero o la emergencia de un nuevo poder interno. Como ejemplo, el interregnum que se producía en la República romana, cuando moría un cónsul, para el que el Senado tenía capacidad de resolver este vacío de poder.
En sistemas parlamentarios el término suele estar referido a los periodos entre la elección de un nuevo parlamento y el establecimiento de un nuevo gobierno nacido de ese parlamento. En el Reino Unido, Canadá y otros países con sistemas electorales de escrutinio mayoritario uninominal, este periodo suele ser breve, excepto en los raros caso de Parlamento colgado como el ocurrido en Reino Unido y Australia en 2017. En los interregnos parlamentarios, el gobierno usualmente permanece con la calidad de "interino" hasta que el nuevo gobierno pueda conformarse y asumir.
Igualmente, en algunas confesiones cristianas, un "interregno" describe al periodo entre la vacancia y el nombramiento de un nuevo papa, obispo o pastor. 

## Sucesión hereditaria, Interregno y Sede Vacante
En las monarquías la forma habitual para evitar el vacío de poder entre los monarcas es reglamentar una sucesión hereditaria, de manera que antes de que se produzca la finalización de término del primer monarca (normalmente por fallecimiento) existe un heredero, un sucesor ya establecido. Así, por ejemplo, en el Reino Unido, un interregno es generalmente evitado debido a una regla descrita como El Rey ha muerto, viva el Rey, es decir, el heredero al trono asciende a ser nuevo monarca inmediatamente a la muerte o la abdicación de su predecesor; esta frase describe la continuidad de poder soberano.
De esta manera, se considera que el reinado de cada monarca comienza al fallecimiento o abdicación de su predecesor, previo a su coronación.
En determinadas monarquías, entre la finalización del término de un monarca y la elevación del siguiente se produce de ordinario una vacancia en el puesto, existiendo jurídicamente un sustituto temporal del monarca.
- Esto se produce entre el fallecimiento o renuncia válida de un Papa y la elección del siguiente por el Cónclave; hasta entonces el gobierno de la Iglesia lo dirige el Camarlengo.
- En la República de las Dos Naciones, hasta la elección del nuevo rey el gobierno lo ejercía el interrex, cargo ejercido por el arzobispo de Gniezno.
- En el Imperio germano, si no había sido elegido previamente un rey de romanos, hasta la elección el gobierno lo ejercían dos vicarios imperiales: el conde palatino del Rin y el duque de Sajonia.

Por el contrario, cuando la vacancia del trono no es un periodo legalmente reconocido previo a la elección del monarca, sino que es una situación irregular fruto de las circunstancias históricas, entonces la denominación es interregno. 
Y en estos casos, el reinado comienza desde la fecha de la elección del monarca, a pesar de que, según el ordenamiento de cada país, no puedan ejercer como monarcas hasta su coronación, proclamación o jura.

## Periodos históricos de interregno
Algunos períodos históricos de interregno son:
- Interregno de los duques lombardos: Reino lombardo (575-585).
- El Gran Interregno: Sacro Imperio Romano Germánico (1256-1273). Tras la muerte de Guillermo de Holanda, en 1257 se produjo una doble elección imperial.
- Sucesión de Clemente IV (1268-1271)
- Sucesión de Alejandro III de Escocia: Primer interregno (1286-1292), Segundo  interregno (1296-1306).
- Interregno danés (1332-1340). Cuando el país fue hipotecado a los condes de Holstein.
- La sucesión de Fernando I de Portugal (1383-1385).
- La sucesión de Bayaceto I del Imperio otomano (1402-1413).
- Interregno aragonés (1410-1412). Entre el fallecimiento de Martín I y la proclamación de Fernando I.
- Periodo Tumultoso. Rusia (1598-1613), entre el fin de la dinastía rurikida y Romanov.
- El interregno inglés (1649-1660), desde la ejecución de Carlos I; y el interregno escocés (1652-1660), desde el Acta de Unión. Hasta la restauración de Carlos II.
- Revolución Gloriosa (1688). Tras la huida de Jacobo II y el reconocimiento de Guillermo III y de María II como soberanos en Inglaterra y Escocia.
- Sexenio Democrático en España (1868-1870; 1873-1874). Tras el derrocamiento de Isabel II y el advenimiento de Alfonso XII. Con un breve reinado de Amadeo I (1870-1873).
- Dictadura franquista en España. Tras la proclamación del país como reino en 1947 hasta que en 1975 el rey Juan Carlos asume la jefatura del estado[cita requerida].

## Mancomunidad de Polonia-Lituania
Ver también Anexo:Lista de arzobispos de Gniezno y primados de Polonia

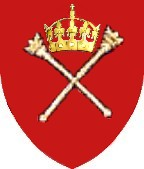
Escudo de Armas del interrex de Polonia.

Una institución similar al interregnum existió en la mancomunidad de Polonia-Lituania. Los reyes de la mancomunidad eran elegidos por elección libre, a la que precedía un período relativamente largo de interregnum. Tradicionalmente, el cargo de interrex correspondía desde 1572 al Arzobispo de Gniezno y Primado de Polonia.